# Halsbandspygméfalk
Halsbandspygméfalk (Microhierax caerulescens) är en asiatisk fågel i familjen falkar inom ordningen falkfåglar.

## Kännetecken

### Utseende
Halsbandspygméfalken är en mycket liten falk med en kroppslängd på endast 18 centimeter. Sittande påminner den om en törnskata och i flykten flyger den med snabba vingslag avlösta med glid. I dräkten har vuxen fågel vitt halsband, svart hjässa och ögonstreck samt rostfärgad undersidan. Ovansidan i övrigt är helsvart. Ungfågeln är rostorange på panna och ögonbrynsstreck med vit strupe.

### Läte
Lätet är ett högfrekvent kli-kli-kli... eller killi-killi-killi....

## Utbredning och systematik
Halsbandspygméfalk delas in i två underarter med följande utbredning:
- Microhierax caerulescens caerulescens – förekommer i Himalaya i Indien och Nepal till Assam
- Microhierax caerulescens burmanicus – förekommer från Myanmar till södra Indokina

## Levnadssätt
Arten förekommer i öppen lövskog, plantage och skogskanter mellan 200 och 800 meters höjd. Den lever mest av stor insekter, särskilt fjärilar. Den häckar från februari till maj, åtminstone i Uttar Pradesh i Indien. I norra Thailand har bon rapporterats i april.

## Status och hot
Arten har ett stort utbredningsområde, men tros minska i antal, dock inte tillräckligt kraftigt för att den ska betraktas som hotad. Internationella naturvårdsunionen IUCN listar arten som livskraftig (LC).

## Namn
Fågeln har på svenska även kallats rödbent pygméfalk.